# الخطوط الجوية البريطانية
الخطوط الجوية البريطانية أو بريتيش إيرويز (بالإنجليزية: british airways)‏ تعد الناقل الوطني في المملكة المتحدة يقع مقرها في مبنى ووترسايد في لندن قرب مطار هيثرو وتعد أكبر شركة طيران في المملكة المتحدة وثالث أكبر شركة طيران في أوروبا (بعد الخطوط الجوية الفرنسية - كيه إل إم ولوفتهانزا)، وأكبر ناقل عبر الأطلسي، وهي منظمة لتحالف تحالف عالم واحد، محاورها الرئيسية هي مطار لندن هيثرو ومطار غاتويك.
تأسست في 31 مارس 1974 بعد اندماج شركة الخطوط الجوية البريطانية لما وراء البحار والخطوط الجوية البريطانية الأوروبية وشركتين محليتين هما الخطوط الجوية الكامبرية من الكارديف والخطوط الجوية الشمالية الشرقية من نيوكاسل أبون تاين ليشكلوا الخطوط الجوية البريطانية. تعد الشركة من المؤسسين لتحالف عالم واحد للطيران إلى جانب الخطوط الجوية الأمريكية، كاثاي باسيفيك ، كانتاس والخطوط الجوية الكندية، والتحالف منذ نشاته كبر وصار ثالث أكبر تحالف بعد تحالف سكاي تيم وتحالف ستار. الخطوط الجوية البريطانية مسجلة في سوق لندن للأوراق المالية وبورصة فوتسي 100.
أكدت الخطوط الجوية البريطانية في 12 نوفمبر 2009 أنها توصلت إلى اتفاق مبدئي لدمجها مع الخطوط الجوية الأيبيرية وتم الاندماج في في 8 أبريل 2010 ووافقت عليه المفوضية الأوروبية في 14 يوليو 2010. كما سمحت لل الخطوط الجوية الأمريكية بأن تتعاون مع الكيان المدمج في الرحلات عبر الأطلسي المتجهة إلى الولايات المتّحدة الأمريكيّة. واكتمل الدمج في 21 جانفي 2011 ونتج هذا الدمج ثالث أكبر شركة طيران من حيث الإيرادات في العالم وثاني أكبر مجموعة طيران في أوروبا.
في كانون الثاني / يناير عام 1972 تم إنشاء مجلس الخطوط الجوية البريطانية من قبل الحكومة البريطانية في أعقاب إقرار قانون الطيران المدني عام 1971، لإدارة شركة الخطوط الجوية البريطانية لما وراء البحار (BOAC) والخطوط الجوية البريطانية الأوروبية (BEA). في 1 أيلول / سبتمبر عام 1972 تم الجمع بين وظائف خدمات الإدارة لكل من شركة الخطوط الجوية البريطانية لما وراء البحار والخطوط الجوية البريطانية الأوربية تحت مجموعة الخطوط الجوية البريطانية التي تم تشكيلها حديثاً.

## التاريخ
في كانون الثاني / يناير عام 1972 تم إنشاء مجلس الخطوط الجوية البريطانية من قبل الحكومة البريطانية في أعقاب إقرار قانون الطيران المدني عام 1971، لإدارة شركة الخطوط الجوية البريطانية لما وراء البحار (BOAC) والخطوط الجوية البريطانية الأوروبية (BEA). في 1 أيلول / سبتمبر عام 1972 تم الجمع بين وظائف خدمات الإدارة لكل من شركة الخطوط الجوية البريطانية لما وراء البحار والخطوط الجوية البريطانية الأوربية تحت مجموعة الخطوط الجوية البريطانية التي تم تشكيلها حديثاً. 

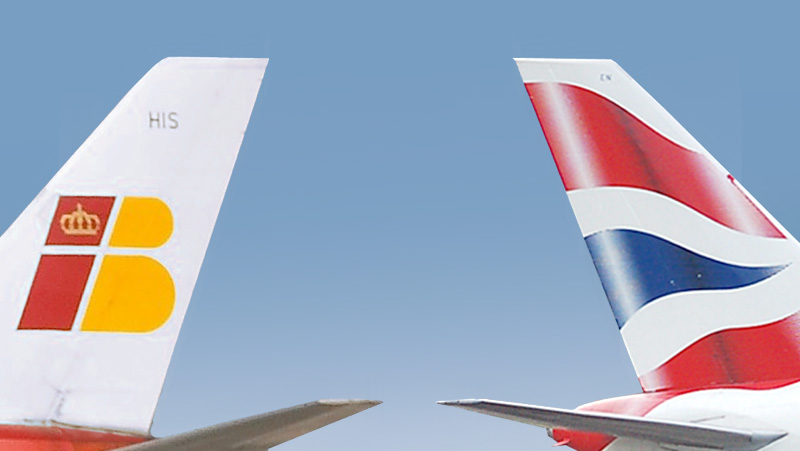
اندمجت الخطوط الجوية البريطانية وإيبيريا في يناير 2011، لتشكل مجموعة الخطوط الجوية الدولية، إحدى أكبر شركات الطيران في العالم.

في تموز / يوليو عام 2008 أعلنت الخطوط الجوية البريطانية عن خطة الاندماج مع آيبيريا، شركة طيران أخرى في تحالف ونورلد، حيث تحتفظ كل شركة طيران بعلامتها التجارية الأصلية. أكد الاتفاق أبريل عام 2010،  وفي يوليو سمحت المفوضية الأوروبية وإدارة النقل في الولايات المتحدة بالاندماج وبدأت بتنظيم الطرق عبر الأطلسي مع الخطوط الجوية الأمريكية. وفي 6 أكتوبر عام 2010 بدأ التحالف بين الخطوط الجوية البريطانية، والخطوط الجوية الأمريكية وآيبيريا رسمياً بالعمليات. ينتج التحالف ما يقدر بـ 230,000,000 جنيه إسترليني في توفيرات الكلفة السنوية للخطوط الجوية البريطانية، بالإضافة إلى الـ 330,000,000 جنيه إسترليني التي سيتم توفيرها بالاندماج مع آيبيريا. تم إتمام هذا الاندماج في 21 كانون الثاني / يناير عام 2011، مما نجم عنه مجموعة الخطوط الجوية الدولية (IAG)، ثالث أكبر شركة طيران في العالم من حيث الإيرادات السنوية وثاني أكبر مجموعة شركات طيران في أوروبا.

## شؤون الشركة

### العمليات
الخطوط الجوية البريطانية هي أكبر شركة طيران ومقرها في المملكة المتحدة من حيث حجم الأسطول، والرحلات الجوية الدولية، والوجهات الدولية، وكانت، حتى عام 2008، أكبر شركة طيران من حيث أعداد المسافرين أيضاً. نقلت الشركة 34600000 مسافراً في عام 2008، ولكن الناقل المنافس إيزي جيت نقلت 44500000 من المسافرين في ذلك العام، متجاوزةً الخطوط الجوية البريطانية للمرة الأولى.

### المقر الرسمي
المكتب الرئيسي لشركة الطيران في، ووترسايد، يقع في هارموندسورث، وهي قرية بالقرب من مطار لندن هيثرو. تم الانتهاء من ووترسايد في حزيران / يونيو عام 1998 ليحل محل المكتب الرئيسي السابق للخطوط الجوية البريطانية، سبيد بيرد هاوس، الذي كان يقع على أرض هيثرو.

### اتجاه الأعمال
الاتجاهات الرئيسية لمجموعة الخطوط الجوية البريطانية موضحة أدناه.
عند الاندماج مع شركة إيبيريا، غيير التاريخ المحاسبي من 31 مارس إلى 31 ديسمبر؛ وبالتالي فإن الأرقام الواردة أدناه هي للسنوات حتى 31 مارس حتى 2010، وللأشهر التسعة المنتهية في 31 ديسمبر 2010 وللسنوات المنتهية في 31 ديسمبر بعد ذلك:
|                                   | مارس 2008     | مارس 2009 | مارس 2010 | 2010       | 2011   | 2012   | 2013   | 2014   | 2015   | 2016   | 2017   | 2018   | 2019   | 2020   | 2021   |
| --------------------------------- | ------------- | --------- | --------- | ---------- | ------ | ------ | ------ | ------ | ------ | ------ | ------ | ------ | ------ | ------ | ------ |
| حجم الأعمال (مليون جنيه إسترليني) | 8,758         | 8,992     | 7,994     | 6,683      | 9,987  | 10,827 | 11,421 | 11,719 | 11,333 | 11,443 | 12,226 | 13,021 | 13,290 | 4,001  | 3,693  |
| صافي الربح (مليون جنيه إسترليني)  | 694           | −358      | −425      | 170        | 672    | 84     | 281    | 702    | 975*   | 1,345  | 1,447  | 2,091  | 1,109  | −3,489 | −1,648 |
| عدد الموظفين                      | 41,745        | 41,473    | 37,595    | 35,778     | 36,164 | 38,761 | 38,592 | 39,710 | 39,309 | 39,024 | 38,347 | 38,202 | 38,230 | 33,898 | 26,890 |
| عدد الركاب (مليون)                | 34.6          | 33.1      | 31.8      | 24.1       | 34.2   | 37.6   | 39.9   | 41.5   | 43.3   | 44.5   | 45.2   | 46.8   | 47.7   | 12.2   | 10.3   |
| عامل حمولة الركاب (%)             | 79.1          | 77.0      | 78.5      | 78.5       | 78.2   | 79.9   | 81.3   | 81.0   | 81.5   | 81.2   | 81.8   | 82.5   | 83.6   | 61.4   | 58.3   |
| عدد الطائرات (نهاية العام)        | 245           | 245       | 238       | 240        | 245    | 273    | 278    | 279    | 284    | 293    | 293    | 294    | 305    | 277    | 276    |
| مراجع                             | [ 12 ] [ 13 ] | [ 13 ]    | [ 13 ]    | 9 شهور فقط | [ 14 ] | [ 15 ] | [ 15 ] | [ 16 ] | [ 17 ] | [ 18 ] | [ 19 ] | [ 20 ] | [ 21 ] | [ 22 ] | [ 23 ] |

بسبب الأزمة الناجمة عن جائحة فيروس كورونا في عام 2020 اضطرت الخطوط الجوية البريطانية إلى تقليص قوتها العاملة التي بلغ قوامها 42000 فرد إلى 30000 وظيفة. وفقًا لتقديرات مجموعة الخطوط الجوية الدولية، الشركة الأم، سوف تستغرق صناعة السفر الجوي عدة سنوات للعودة إلى مستويات الأداء والربحية السابقة.
ولكن شهد عام 2022 زيادة كبيرة في السفر، وتواجه الشركة الآن نقصًا في العمالة، مما أجبرها على إلغاء أكثر من 1500 رحلة. خلال فبراير 2023، أعلنت مجموعة الخطوط الجوية الدولية أن المجموعة قد عادت لتحقيق ربح سنوي قدره 1.3 مليار يورو لأول مرة منذ الوباء ، بعد خسارة 2.8 مليار يورو في عام 2021. حذرت الشركة من أن ارتفاع الطلب على الطيران قد يؤدي إلى مزيد من الاضطراب.

### القيادة
- الرئيس: Sean Doyle  [لغات أخرى]‏ (منذ أبريل 2021)[27]
- الرئيس التنفيذي: Sean Doyle  [لغات أخرى]‏ (منذ أكتوبر 2020)[27]

#### قائمة الرؤساء السابقين
1. Sir David Nicolson  [لغات أخرى]‏ (1972–1975)
2. Lord McFadzean of Kelvinside  [لغات أخرى]‏ (1976–1979)
3. Sir Ross Stainton  [لغات أخرى]‏ (1979–1980)
4. Lord King of Wartnaby  [لغات أخرى]‏ (1981–1993)
5. Lord Marshall of Knightsbridge  [لغات أخرى]‏ (1993–2004)
6. مارتن بروفتون (2004–2013)
7. Keith Williams  [لغات أخرى]‏ (2013–2016)
8. Álex Cruz  [لغات أخرى]‏ (2016–2021)

#### قائمة الرؤساء التنفيذيين السابقين
شُكل هذا المنصب في 1977.
1. Sir Ross Stainton  [لغات أخرى]‏ (1977–1979)
2. Sir Roy Watts (1979–1983)
3. Lord Marshall of Knightsbridge  [لغات أخرى]‏ (1983–1995)
4. Bob Ayling (1996–2000)
5. Sir Rod Eddington  [لغات أخرى]‏ (2000–2005)
6. فيلي والش (2005–2010)
7. Keith Williams  [لغات أخرى]‏ (2011–2016)
8. Álex Cruz  [لغات أخرى]‏ (2016–2020)

## الوجهات
تقدم الخطوط الجوية البريطانية رحلات بدون توقف إلى 191 وجهة في 74 دولة مختلفة. غلاسكو وإدنبرة ولندن هي محاور الخطوط الجوية البريطانية.

### التحالف
شاركت الخطوط الجوية البريطانية في تأسيس تحالف الطيران تحالف عالم واحد في عام 1999 مع شركات الخطوط الجوية الأمريكية وكاثي باسيفيك وكانتاس. لا تزال الخطوط الجوية البريطانية عضوًا في تحالف عالم واحد.

### اتفاقية الرمز المشترك
أبرمت الخطوط الجوية البريطانية اتفاقية الرمز المشترك مع الشركات التالية:
- أير لينغس
- طيران البلطيق
- خطوط آلاسكا الجوية
- الخطوط الجوية الأمريكية
- طيران بانكوك
- كاثي باسيفيك
- خطوط شرق الصين الجوية
- خطوط جنوب الصين الجوية[31]
- فين إير
- أيبيريا (شركة طيران)
- الخطوط الجوية اليابانية
- الخطوط الجوية الكينية[32]
- لاتام البرازيل
- خطوط لان الجوية
- لوغاناير[33][34]
- الخطوط الجوية الماليزية[35]
- كانتاس
- الخطوط الجوية القطرية
- الملكية الأردنية
- خطوط إس سفن[36]
- الخطوط الجوية الأنغولية
- خطوط فيولينغ الجوية

## الأسطول
اعتبارًا من يوليو 2021، تشغل الخطوط الجوية البريطانية أسطولًا مكونًا من 253 طائرة ولديها 47 طلبية. تدير الخطوط الجوية البريطانية أسطول من طائرات إيرباص ذات البدن الضيقة وذات البدن الواسع وطائرات بوينج ذات البدن الواسع، وتحديداً بوينغ 777 وبوينغ 787.  كانت الخطوط الجوية البريطانية واحدة من أكبر مشغلي طائرات بوينغ 747، حيث سبق لها تشغيل طائرات بوينغ 747-100 و747-200 و747-400 منذ عام 1974.